# Operacija Peruća
Operacija Peruća izvedena je od 27. do 28. siječnja 1993. godine i izvedena je kao neplanirana. Tijekom operacije Maslenica, pobunjeni Srbi su kao odmazdu za oslobađanje Maslenice minirali branu Peruća. 
Zahvaljujući britanskom UNPROFOR-cu Marku Nicholasu Grayu, koji je tijekom kolovoza 1992. godine samoinicijativno u dva navrata pustio vodu kroz pomoćne kanale čime je razina vode u jezeru pala za 4 metra, brana nije popustila, a hrvatske su snage odmah nakon detonacije krenule u oslobađanje brane. Nakon oslobođenja brane, brana je zatrpavana i osiguravana da ne bi došlo do proboja čime bi se ispustio vodeni val od 460 milijuna prostornih metara vode koji bi potopio sva naselja koja se nalaze nizvodno uz rijeku Cetinu. U operaciji je oslobođena brana Peruća i okolna naselja oko nje u površini od 140 četvornih kilometara.

## Odnos snaga
Tijekom izvođenja operacije hrvatska vojska imala je dva puta više ljudstva od neprijatelja, ali je neprijatelj imao više topničkog i teškog naoružanja. 

## Tijek operacije
Srpske snage predvođene ratnim zločincem Ratkom Mladićem su 17. rujna 1991. godine okupirale i zauzele branu Peruća prijeteći njenim miniranjem i urušavanjem. Dolaskom snaga UNPROFOR-a i njegovim preuzimanjem tzv. „ružičaste zone”  protivničke snage su se povukle 10 km od crte razdvajanja, a pripadnici UN-a rasporedili su se na samoj hidroelektrani što je smanjilo opasnost od neprijateljskog djelovanja i prijetnji urušavanjem brane.  
Potpuno neplanirano, pri završetku operacije Maslenica, na sinjskoj bojišnici provedena je oslobodilačka akcija HV-a na brani Peruća čime je konačno otklonjena prijetnja srpske vojske o rušenju brane i potapanju brojnih naselja u doljnem toku Cetine što bi ugrozilo desetke tisuća ljudskih života i imovine građana. Akciju su 27. siječnja isprovocirali pokreti i prijetnje neprijateljskih snaga da će u znak odmazde zbog pretrpljenih gubitaka u akciji Maslenica srušiti branu Peruća. Izvidnici HV-a uočili su grupiranje neprijateljskih snaga u selima Potravlje i Satrić, nakon čega se odmah izdala zapovijed o podizanju vojne spremnosti na najvišu razinu i pripremi za vojna djelovanja. 
Cilj napada HV-a bio je osloboditi branu i širi prostor brane HE Peruča, otkloniti opasnost i spriječiti katastrofalne posljedice vodenog vala iz peručkog jezera u slučaju miniranja brane, te zauzeti dominantne visove na Svilaji kako bi se otklonila ugroza neprijatelja u širem području Sinja. 
Tijekom popodneva 27. siječnja 1993. godine srpske paravojne snage grupiraju se u selima Potravlje i Satrić, te oko 16:00 sati upadaju na prostor Peruće, odakle protjeruju kenijske snage UNPROFOR-a i preuzimaju položaje na Alebića kuli. Potom su srušili most koji je bio sastavni dio brane s konačnom namjerom da s 30 tona eksploziva miniraju i sruše cijelu branu kako bi vodenim valom (460 do 500 milijuna prostornih metara) potopili sve što se nalazi u donjem toku rijeke Cetine. Snage HV-a koje su bile raspoređene na tom području tijekom večeri su se organizirale.
Zamisao operacije je bila iznenadnim i brzim napadnim djelovanjem posebno ustrojenih manjih snaga, potpomognutih topništvom i oklopništvom, nanijeti gubitke neprijatelju te osloboditi ključne zemljišne objekte i obraniti ih od protunapada neprijatelja.
U ranim jutarnjim satima postrojba UNPROFOR-a povukla se vozilima u Vrliku, a neprijateljske snage započele su dovlačiti teško topništvo na Babića brig i prostor oko brane Peruća.  
Uz neznatna pojačanja pristigla tijekom noći, ujutro 28. siječnja snage HV-a sprječavaju neprijateljski pokušaj pješačkog proboja prema Biteliću. U 10:15 sati srpske snage aktiviraju eksploziv postavljen u nadzornoj galeriji brane namjeravajući njenim rušenjem stvoriti veliki vodeni val. Naboji su eksplodirali ali brana unatoč teškim oštećenjima nije popustila što je spriječilo katastrofu velikih razmjera. Odmah nakon detonacije postrojbe HV-a su krenule u napadna djelovanja i ubrzo su ovladale kompletnim područjem oko brane Peruća, te izbile na planiranu crtu: Umac - Gornji Kunci - Babića brig. 
Po dostignutoj crti brzom i učinkovitom dvodnevnom intervencijom utvrđivanja i sanacije oštećenja brane Peruća sa svim snagama, spriječena je katastrofa koju bi prouzročilo izlijevanje vodenog vala iz Peručkog jezera.

## Gubici
Hrvatska vojska je izgubila jednog svog pripadnika, Antu Buljana, dok su dvojica ranjena, a jedan zarobljen i odveden u Kninski zatvor. Zarobljena su dva neprijatelja i nešto opreme, a točan broj ozljeđenih i stradalih vojnika sa srpske strane nije poznat.